# Caliscelis bonellii
Caliscelis bonellii ist eine Zikade aus der Familie der Walzenzikaden (Caliscelidae).

## Merkmale
Die Zikaden erreichen Längen von etwa 5 mm. Die Zikadenart weist einen ausgeprägten Sexualdimorphismus auf.
Die Männchen besitzen eine schwarze Grundfarbe. Halsschild und Schildchen sowie die Vorderflügel sind hellgelb gefärbt. Der weiß gefärbte äußere Flügelrand wird durch ein dunkles Band gesäumt. Die Flügel bedecken nicht den gesamten Hinterleib. Der vordere Hinterleib ist an den unteren Seiten blau. Ein weißes Querband verläuft über den Hinterleib. Das Hinterleibsende ist schwarz. Die Vorderbeine sind schwarz. Die vorderen Femora und Tibien sind schaufelförmig verbreitert. Die mittleren und hinteren Beine sind rötlich gefärbt.
Die Weibchen weisen eine hellbraune Grundfarbe auf. Dunkelbraune Bänder verlaufen in Längsrichtung über ihren Körper. Die Weibchen besitzen ebenfalls verbreiterte Vorderbeine. Die Beine sind hellbraun bis rötlich gefärbt.

## Verbreitung
Die Zikadenart ist im europäischen Mittelmeerraum verbreitet. Das Vorkommen reicht von Spanien bis nach Griechenland und umfasst auch die Inseln Korsika, Sardinien und Sizilien. In den US-Bundesstaaten Kalifornien und Oregon hat sich die Art als Neozoon etabliert. Der erste Fund in Nordamerika datiert aus dem Jahr 1965 und stammt aus Kalifornien.

## Lebensweise
Die Zikadenart bevorzugt trockene Offenland-Biotope wie Steppen oder Ruderalflächen. Man beobachtet die Imagines von Ende Juni bis September. Sie bewegen sich behände am Boden in der Krautschicht. Die Art bildet eine Generation im Jahr aus und überwintert als Ei. Als eine Wirtspflanze der Art wird das Hundszahngras (Cynodon dactylon) genannt.

## Taxonomie
In der Literatur finden sich folgende Synonyme:
- Fulgora bonellii Latreille, 1807
- Caliscelis heterodoxa Laporte de Castelnau, 1833
- Mejonosoma bicolor Costa, 1834
- Mejonosoma grisea Costa, 1834